# 백인민족국가
백인민족국가(white ethnostate)는 시민권을 비롯한 주민 권리에 있어서 다른 인종을 배제하고 백인만을 중시하는 체제을 가리킨다. 백인을 문화와 혈통을 공유하는 하나의 민족처럼 간주하는 백인 민족주의와 연관되기도 한다. 과거 남아프리카 공화국, 오스트레일리아 등이 이민 정책에 있어 백인민족국가를 목적으로 하였었다.

## 같이 보기
- 단일민족국가
- 인종국민주의
- 아파르트헤이트
- 화이트 내셔널리즘